# Негаторный иск
Негаторный иск (от лат. negaterius — «отрицательный») — это иск, представляющий собой внедоговорное требование владеющего вещью собственника и иного законного владельца вещи (арендатора) к третьим лицам об устранении препятствий, связанных с осуществлением правомочий по пользованию и распоряжению имуществом. 

## Законодательство о негаторном иске
Негаторный иск был известен римскому праву как actio negatoria (буквально «отрицающий иск»). В России понятие негаторного иска даётся в ст. 304 Гражданского кодекса РФ «Защита прав собственника от нарушений, не связанных с лишением владения». Аналогичное текстуальное выражение имеет негаторный иск в законодательстве ряда стран, соседствующих с Российской Федерацией: ст. 293 ГК Абхазии, ст. 277 ГК Армении, ст. 285 ГК Беларуси, ст. 264 ГК Казахстана, п. 2 ст. 289 ГК Киргизии, ст. 325 ГК Таджикистана, ст. 231 ГК Узбекистана, ст. 391 ГК Украины.

## Структура негаторного иска
Основанием негаторного иска являются обстоятельства, обосновывающие право истца на пользование и распоряжение имуществом, а также подтверждающие, что поведение третьего лица создает препятствие для осуществления вышеуказанных правомочий.
Негаторный иск не связан с лишением правомочия владения. Поэтому истцом по негаторному иску могут выступать:
- собственник
- титульный владелец, в том числе право которого основано на договоре;
- субъект ограниченного вещного права.

Ответчик по негаторному иску — лицо, которое своими противоправными действиями мешает истцу в полной мере осуществлять вышеуказанные правомочия.
Помимо удовлетворения требования, указанного в негаторном иске, истец может требовать от ответчика возмещения убытков, причинённых ему, а также возмещения вреда.

## Соотношение негаторного иска и требования об установлении сервитута
Негаторный иск давался для защиты собственности от претензий на сервитут: кто-либо утверждает, что у него есть право проезда через мой участок, меж тем как этого, по моему мнению, нет. Для отражения такой претензии на сервитут уже в старом цивильном праве собственник имеет иск, получивший впоследствии название actio negatoria. В легисакционном процессе этот иск начинался с заявления собственника на суде — например: «ajo jus tibi non esse eundi agendi in fundo meo», на что ответчик говорил: «ajo jus mihi esse eundi agendi» etc.; затем следовала provocatio sacramento и т. д. В формулярном процессе иск ведётся с помощью формулы «Si paret No No jus non esse eundi agendi… judex condemna, si non paret absolve». Рядом с этой actio negatoria в классическом праве существовала, по-видимому, и некоторая разновидность её — actio prohibitoria («si paret Ao Ao jus esse prohibendi Nm Nm uti frui»), быть может, применявшаяся для защиты собственности от преторского сервитута (Ленель); но относительно этой разновидности мы осведомлены мало. Целью actio negatoria является признание свободы собственности от претендуемого сервитута и обеспечение от дальнейших посягательств — cautio de non amplius turbando.

## Проблемы негаторной защиты
В теории гражданского права в настоящее время ведется спор, суть которого заключается в обосновании того, что негаторный иск не является универсальным способом защиты права собственности. Это мнение отстаивается в противовес сложившегося мнения о том, что негаторный иск является средством защиты от любых нарушений права собственности, лишь бы это нарушение не было связано с лишением владения. Так, Т. П. Подшивалов пишет: «Придание излишней универсальности негаторному иску неблагоприятно ещё и потому, что сужает перечень способов защиты вещных прав, делает его более скудным».